# Кровавая королева
«Кровавая королева» (англ.: Queen of Blood) — научно-фантастический фильм ужасов 1966 года режиссёра Кертиса Харрингтона.
Фильм основан на сценарии советского фильма «Мечте навстречу» (1963), с повторным использованием из него кадров со спецэффектами и актрисой в роли Этании, также использованы кадры из советского фильма «Небо зовёт» (1959); на «американском космическом корабле» написано «СССР».

## Сюжет
1990-й год, будущее. 20 лет назад люди успешно создали базу на Луне и осваивают космос. Группа учёных получает сообщение, что инопланетяне для первого контакта направили на Землю своего представителя. Однако в пути инопланетный корабль терпит крушение на Марсе. На место аварии отправляется спасательная экспедиция с Земли и обнаруживает корабль инопланетян, но на борту только один выживший инопланетный гуманоид — зеленокожая женщина. Они забирают её на борт и направляются к Земле. Вскоре на борту находят обескровленное тело одного из членов команды, один за другим умирают члены экипажа мужского пола. Уже слишком поздно, когда они понимают, что ей нужна их кровь для размножения инопланетян.

Аллан Бреннер: Она… что-то делает. Я не знаю, что именно. Своего рода гипноз. Какая-то странная ментальная сила, которой… которой у нас нет. Я почувствовал это с самого начала — и это смертельно опасно. Мы должны уничтожить ее прямо сейчас.
Андерс Брокман: Нет! Нет! Она слишком ценна. Кроме того, как мы можем ожидать, что она будет соответствовать нашим представлениям о надлежащем поведении? Она не обязательно осознает, что поступила неправильно. То есть неправильно с нашей точки зрения. Моральные понятия, как мы их понимаем, могут отсутствовать в их обществе. И у них нет разницы между кровью и стейком из говядины. А как насчет их социальной структуры? Возможно, именно так устроено их общество. Королева, которая занимается всем размножением. Заметили, какое у нее глубокое и тяжелое дыхание? Она насытилась свежей кровью. Теперь она переваривает пищу, как удав, проглотивший целое животное. Она может оставаться в таком состоянии несколько дней. Это завораживает.

доктор Фаррадей: Мир хочет знать, что произошло. Я расскажу. Но остаётся ответить на главный вопрос: что мы собираемся с этим делать?

## В ролях
- Джон Саксон — Алан Бреннер
- Бэзил Рэтбоун — Фаррадэй, доктор
- Джуди Мередит — Лаура Джеймс
- Деннис Хоппер — Пол Грант
- Флоренс Марли — королева инопланетян
- Роберт Бун — Андерс Брокман, капитан
- Дон Эйтнер — Тони Баррата
- Вирджил Фрай — человек за панелью управления
- Роберт Портер — человек за панелью управления
- Т. Почепа — Этания, инопланетянка (кадры из советского фильма «Мечте навстречу»)

## О фильме
Режиссёр фильма Харрингтон сделал себе имя благодаря дебютному независимому фильму «Ночной прилив», который произвел на Роджера Кормана достаточное впечатление, чтобы предложить режиссёру кинопроект с компанией American International Pictures продюсера Сэмюэла Аркоффа.
Имя Кормана не фигурирует в титрах фильма, и официально нигде не указывается — это произошло из-за того, что Корман как продюсер подписал соглашение с профсоюзами, а фильм «Королева крови» снимался командой, не состоящей в профсоюзах, что позволило снять фильм всего за шесть дней — режиссёр и продюсеры, не связанные правилами профсоюзов и оплатой сверхурочных, снимали почти без перерыва, иногда до двух часов ночи.
Также удешевить производство позволило одновременная съёмка сразу двух фильмов — «Королева крови» и «Путешествие на доисторическую планету», с тем же составом съёмочной группы и даже актёров — в обоих фильмах на главной роли снялся Бэзил Рэтбоун, в обоих фильмах были использованы кадры из советских фильмов «Мечте навстречу» и «Небо зовёт».
Бюджет двух фильмов составил около 60 000 долларов, при том что прибыль только «Кроролевы крови» уже через год проката к октябрю 1966 года составил более 17 миллионов долларов.
По утверждению Харрингтона сценарий его на 70 % — советский фильм «Мечте навстречу» был о королеве с другой планеты, а он хотел снять фильм о вампире в космосе и должен был сделать её женщиной, чтобы она соответствовала советским кадрам и «создал идею космического существа, похожего на вампира», при этом продюсер Роджер Корман «хотел, чтобы я написал совершенно новую сюжетную линию, чтобы использовать все технические кадры полета ракеты в космическом пространстве, посадки на другую планету и всего такого». Также по мнению режиссёра вышедший в 1979 году фильм Ридли Скотта «Чужой» получил некоторое вдохновение от этого фильма: «Фильм Ридли похож на значительно улучшенную, дорогую и тщательно продуманную версию „Королевы крови“».

## Рецензии
- Renata Adler — Screen: '3 in the Attic':'Queen of Blood' Also Makes Local Bow // The New York Times, February 27, 1969